# Соколовський кар'єр
Соколовський кар'єр — затоплений кар'єр на околиці міста Житомира.

## Історія[1]
Заснований в 1936 році в Житомирі для видобутку граніту.  Кам'яна  чаша кар'єру була зроблена  спеціальною технікою та вибухівкою, звуки підриву яких досі пам'ятають жителі довкола.
Зі слів очевидців, підприємство було змушене закинути видобуток граніту через стрімке затоплення кар'єру підземними водами. 
На кар'єрі встановлений водозабір для відкачування води, який в разі потреби подає прісну воду на ПАТ Соколовський кар'єр. 
В липні 2019 року були спроби офіційного облаштування відпочинкової зони навколо озера.

## Особливості
Має в межах норми радонове природне радіоактивне випромінювання.
Є думки, що на цій місцевості не працює компас. [ПРАЦЮЄ]
На дні, зі сторони заїзду до кар'єру, затоплено автомобіль марки ВАЗ. [ПРИ ЗНИЖЕННІ РІВНЯ ВОДИ, ВИДНО НЕ ОЗБРОЄНИМ ОКОМ] 
І ця інформація являється правдива.  
ЯК ТЕРН району підтверджую. 

## Дайвінг[5][6][7][3][8][9]
З 1993 року, після повного затоплення, Соколовський кар'єр став улюбленим місцем тренувань для дайверів, глибина якого досягала 90 метрів.

## Рекреаційне значення[10][11][12][13][14][15]
Кар'єр відносять до туристичних карт у Житомирі.
З боку мікрорайону Крошня є невелике мілководдя метрів 10 де купаються діти з батьками.
Місцевість Соколовського кар'єру не облаштована для купання, відсутні буйки, пляжні споруди, біотуалети, відсутні попереджувальні знаки про заборону купання.
Має велике значення для відпочинку в Житомирі. За літо тут відпочиває до п'ятдесяти тисяч людей.

## Особливості рельєфу
Має спіральну форму спуску дороги для добутку граніту.
Майже по всій береговій лінії йде стрімкий обрив на відстані від 5 до 25 метрів від берега.

## Волонтерські рухи[16][17]
Волонтери кожного року збираються на очищення від сміття територій відпочинку та прибрежних територій озера.